# Clásico RCN 1961
La 1.ª edición del Clásico RCN (también conocido como: Doble a Jericó - Clásico RCN) fue una carrera de ciclismo en ruta por etapas que se celebró entre el 25 y el 26 de febrero de 1961, con inicio y final en la ciudad de Medellín, Colombia. El recorrido constó de un total de 2 etapas sobre una distancia total de 280 km.
La carrera se corrió como parte de los "chequeos" de la Liga de Ciclismo de Antioquia para la escoger su selección para participar en la Vuelta a Colombia y fue ganada por el ciclista caldense Rubén Darío Gómez del equipo de Pereira. El podio lo completaron los ciclistas Martín Emilio Rodríguez y Hernán Medina Calderón, ambos del equipo de Antioquia.

## Equipos participantes
En la 1.ª edición del Clásico RCN participaron 30 ciclistas representando 4 departamentos distribuidos así: 21 por el departamento del Antioquia, 3 por Caldas, 3 por Cundinamarca y 3 por Nariño. Antes de la carrera se anunció un cuarto participante de Cundinamarca para un total de 31 inicialistas, pero finalmente no se registró su participación.

## Etapas
| Etapa     | Fecha         | Recorrido         | Distancia (km) | Ganador                | Líder             |
| --------- | ------------- | ----------------- | -------------- | ---------------------- | ----------------- |
| 1.ª etapa | 25 de febrero | Medellín – Jericó | 140            | Rubén Darío Gómez      | Rubén Darío Gómez |
| 2.ª etapa | 26 de febrero | Jericó – Medellín | 140            | Hernán Medina Calderón | Rubén Darío Gómez |

## Clasificaciones finales
Las clasificaciones finalizaron de la siguiente forma:

### Clasificación general
| Clasificación general |                         |           |                 |
| Ciclista              | Ciclista                | Equipo    | Tiempo          |
| --------------------- | ----------------------- | --------- | --------------- |
| 1.º                   | Rubén Darío Gómez       | Caldas    | 8 h 33 min 23 s |
| 2.º                   | Martín Emilio Rodríguez | Antioquia | + 32 min 57 s   |
| 3.º                   | Hernán Medina Calderón  | Antioquia | + 36 min 10 s   |
| 4.º                   | Hernán Herrón Arenas    | Antioquia | + 36 min 46 s   |
| 5.º                   | Luis Alberto Muñoz      | Antioquia | + 41 min 39 s   |
| 6.º                   | Octavio Olarte          | Antioquia | + 42 min 07 s   |
| 7.º                   | Omar Gómez              | Caldas    | + 47 min 19 s   |
| 8.º                   | Humberto Urrea          | Antioquia | + 47 min 52 s   |
| 9.º                   | Alfredo Arango          | Antioquia | + 48 min 01 s   |
| 10.º                  | Gabriel Halaixt         | Antioquia | + 55 min 16 s   |